# Albatros B.III
L'Albatros B.III, designazione aziendale L 5, era un biplano da ricognizione biposto sviluppato dall'allora azienda tedesco imperiale Albatros Flugzeugwerke GmbH negli anni dieci del XX secolo.
Sviluppo del precedente Albatros B.II, dal quale si distingueva per la diversa forma, arrotondata, degli elementi orizzontali e verticali dell'impennaggio, il B.III venne adottato dalla Luftstreitkräfte, la componente aerea del Deutsches Heer (l'esercito imperiale tedesco), e benché prodotto in un ridotto numero di esemplari, rimasti in servizio fino al termine della prima guerra mondiale, servì da base di sviluppo del biposto armato Albatros C.III del quale conservava alcune soluzioni tecniche.

## Storia del progetto
Dopo aver avviato alla produzione il riuscito L 2, meglio noto con la designazione Idflieg B.II, che l'Albatros affidò alla progettazione del suo capo disegnatore Ernst Heinkel per sostituire il precedente e ben presto superato L 1 (B.I), l'azienda tedesca affidò nuovamente ad Heinkel lo sviluppo di un nuovo modello destinato a sostituire in servizio i modelli di classe B-Typ, le cui specifiche imponevano un modello monomotore biposto biplano non armato, arrivati alla fine della loro vita operativa, non più riparabili o persi in combattimento.
Il velivolo risultante si differenziava dal suo predecessore per minimi particolari tanto da renderli quasi indistinguibili, come la disposizione dei posti in tandem, con l'osservatore che sedeva nell'abitacolo anteriore, e per la motorizzazione adottata, un Mercedes D.II da 120 PS (88 kW), che risultava fornire la medesima potenza di quella fornita dalle varie unità motrici usate dal suo predecessore.
Oramai però questo tipologia di velivolo risultava inadatta a missioni in condizioni operative durante il conflitto: come nei pari ruolo, l'osservatore sedeva all'interno dell'abitacolo anteriore mentre il pilota occupava quello verso coda, ma questo limitava di molto lo spazio visivo di entrambi i membri dell'equipaggio. Inoltre la presenza oramai diffusa dei caccia avversari resero il B.III ed i suoi equivalenti molto vulnerabili; per fronteggiare questa minaccia l'Idflieg aveva da tempo emesso nuova specifica, il C-Typ, dove si invertì la posizione dei membri dell'equipaggio e si dotò di una mitragliatrice difensiva la postazione dell'osservatore. Quando la disponibilità di C-Typ risultò sufficiente, il B.III venne tolto dalla prima linea per essere relegato ai compiti di formazione degli equipaggi nelle scuole di volo e la sua produzione venne interrotta dopo un numero limitato di esemplari.

## Tecnica
L'Albatros B.III riproduceva l'aspetto, divenuto per l'epoca convenzionale, che la tecnologia del tempo abbinata alla necessità di velocità, costi di produzione e rispetto delle specifiche Idflieg, consentivano alle aziende pioniere dell'aviazione militare: monomotore biposto con fusoliera realizzata interamente in legno, velatura biplana e carrello fisso.
La fusoliera, una semi-monoscocca realizzata con struttura in legno con rivestimento multistrato, era caratterizzata da due abitacoli aperti in tandem, l'anteriore destinato all'osservatore ed il posteriore al pilota. Posteriormente terminava in un impennaggio classico monoderiva caratterizzato da una pinna dorsale triangolare raccordata al timone arrotondato e lunghi piani orizzontali controventati da una coppia di montanti obliqui per lato, in un disegno che verrà riproposto anche nel ricognitore armato C.III.
La configurazione alare era biplana con ala superiore dall'apertura leggermente superiore all'inferiore, entrambe caratterizzate da un sensibile angolo di diedro positivo. Nei modelli iniziali erano collegate tra loro da una doppia coppia di montanti per lato integrati da tiranti in cavetto d'acciaio.
Il carrello d'atterraggio, invariato rispetto al B.II, era fisso, molto semplice, montato su una struttura tubolare al di sotto della fusoliera, dotato di ruote di grande diametro collegate da un asse rigido ed integrato posteriormente con un pattino d'appoggio ammortizzato.
La propulsione era affidata ad un motore Mercedes D.II, un 6 cilindri in linea raffreddato a liquido capace di erogare una potenza pari a 120 PS (88 kW), posizionato all'apice anteriore della fusoliera, racchiuso da un cofano metallico ed abbinato ad un'elica bipala in legno a passo fisso.
Come per tutti i modelli B-Typ non era previsto alcun armamento difensivo ma durante il conflitto alcuni esemplari vennero dotati di rastrelliere per bombe leggere e spezzoni.

## Impiego operativo
L'Albatros B.III entrò in servizio nel gennaio 1915, equipaggiando i reparti da ricognizione aerea in prima linea fino all'introduzione dei C-Typ armati e da questi velocemente sostituito. Tuttavia la qualità del modello venne sfruttata per tutta la durata della prima guerra mondiale nei reparti di addestramento.

## Varianti
Albatros B-III
designazione dei B.III prodotti dalla Ostdeutsche Albatros Werke.
Albatros L 5
designazione delle conversioni civili realizzate nel dopoguerra.

## Utilizzatori
Germania
- Luftstreitkräfte